# Губернатор Чукотского автономного округа
Губернатор Чукотского автономного округа — высшее должностное лицо Чукотского АО, возглавляющее исполнительную власть и правительство Чукотского автономного округа.
В полномочия губернатора входит представительство округа, законодательная инициатива в Окружном парламенте, подписание и обнародование законов округа, формирование Правительства и предоставление отчётов о его деятельности, определение структуры исполнительных органов государственной власти Чукотского автономного округа и ряд других вопросов. Правовой статус губернатора определяется Уставом Чукотского автономного округа, принятого 28 января 1997 года.
Согласно Уставу автономного округа губернатор избирается сроком на 5 лет прямым голосованием.
С 27 сентября 2023 года губернатор Чукотского автономного округа Владислав Кузнецов.

## Полномочия
Губернатор автономного округа:
- представляет автономный округ в отношениях с федеральными органами государственной власти, органами государственной власти субъектов Российской Федерации, органами местного самоуправления и при осуществлении внешнеэкономических связей, при этом вправе подписывать договоры и соглашения от имени автономного округа;
- обнародует Устав, законы автономного округа, удостоверяя обнародование путем их подписания, либо отклоняет законы автономного округа, принятые Думой автономного округа;
- формирует Правительство автономного округа в соответствии с настоящим Уставом и законом автономного округа и принимает решение об отставке Правительства автономного округа;
- представляет в Думу автономного округа ежегодные отчеты о результатах деятельности Правительства автономного округа, в том числе по вопросам, поставленным Думой автономного округа;
- предоставляет населению автономного округа ежегодный доклад об экологической ситуации в автономном округе путем обнародования в средствах массовой информации, в том числе на официальном сайте Чукотского автономного округа;
- назначает представителя от Правительства автономного округа в Совете Федерации Федерального Собрания Российской Федерации;
- вправе требовать созыва внеочередного заседания Думы автономного округа, а также созывать вновь избранную Думу автономного округа на первое заседание ранее срока, установленного настоящим Уставом;
- вправе участвовать в заседаниях Думы автономного округа с правом совещательного голоса;
- обеспечивает координацию деятельности органов исполнительной власти Чукотского автономного округа с иными органами государственной власти Чукотского автономного округа и в соответствии с законодательством Российской Федерации может организовывать взаимодействие органов исполнительной власти Чукотского автономного округа с федеральными органами исполнительной власти и их территориальными органами, органами местного самоуправления и общественными объединениями;
- ведет переговоры с органами государственной власти иностранных государств, субъектами иностранных федеративных государств, административно-территориальными образованиями иностранных государств на условиях и в порядке, установленных Федеральным законом от 4 января 1999 года N 4-ФЗ «О координации международных и внешнеэкономических связей субъектов Российской Федерации»;
- вносит на утверждение Думы автономного округа проекты окружного бюджета, бюджета Чукотского территориального фонда обязательного медицинского страхования и отчеты об их исполнении;
- представляет в Думу автономного округа ежегодные отчеты о ходе исполнения плана мероприятий по реализации стратегии социально-экономического развития автономного округа;
- представляет на рассмотрение Думы автономного округа проекты законов автономного округа об утверждении заключения и расторжения договоров автономного округа;
- дает разрешение на открытие на территории Чукотского автономного округа представительств субъектов иностранных федеративных государств и административно-территориальных образований иностранных государств по согласованию с Министерством иностранных дел Российской Федерации;
- распоряжается средствами окружного бюджета в соответствии с законом об окружном бюджете на очередной финансовый год и плановый период;
- принимает решение о досрочном прекращении полномочий Думы автономного округа в случае, установленном федеральным законом и настоящим Уставом;
- издает правовой акт об отрешении от должности главы муниципального образования или главы местной администрации в случаях и порядке, установленных Федеральным законом от 6 октября 2003 года N 131-ФЗ «Об общих принципах организации местного самоуправления в Российской Федерации»;
- по согласованию с Думой автономного округа назначает на должность первых заместителей, заместителей Губернатора автономного округа, руководителей центральных органов исполнительной власти, входящих в состав Правительства автономного округа;
- назначает и освобождает от должности руководителей органов исполнительной власти автономного округа, в том числе руководителей органов исполнительной власти автономного округа, осуществляющих переданные федеральными законами полномочия, по согласованию с федеральным органом исполнительной власти, осуществляющим функции по выработке государственной политики и нормативно-правовому регулированию в соответствующей сфере;
- обладает правом законодательной инициативы в Думе автономного округа;
- представляет на рассмотрение Думы автономного округа проект закона о системе органов исполнительной власти автономного округа;
- согласовывает представление Генерального прокурора Российской Федерации о назначении на должность прокурора автономного округа, а также назначение на должность руководителей территориальных органов федеральных органов государственной власти в случаях, предусмотренных федеральными законами;
- формирует и возглавляет Совет Безопасности Чукотского автономного округа, статус которого определяется законом автономного округа;
- формирует и возглавляет коллегиальные органы при Губернаторе автономного округа;
- назначает половину членов Избирательной комиссии автономного округа;
- осуществляет иные полномочия в соответствии с федеральными законами, настоящим Уставом и законами автономного округа.

## Вступление в должность
Губернатор автономного округа вступает в должность в течение тридцати дней со дня официального опубликования Избирательной комиссией автономного округа результатов выборов губернатора автономного округа.
При вступлении в должность губернатор автономного округа приносит присягу на верность народу и Конституции Российской Федерации и Уставу Чукотского автономного округа:
Вступая в должность Губернатора Чукотского автономного округа, клянусь добросовестно исполнять обязанности Губернатора, уважать и защищать права и свободы человека и гражданина, защищать интересы Чукотского автономного округа, соблюдать Конституцию Российской Федерации и федеральные законы, Устав и законы Чукотского автономного округа

## Список руководителей

### Председатели Чукотского окружного исполкома
| № | Председатель                 | Председатель | Способ получения должности                            | Срок полномочий                 | Партийность | Партийность  |
| - | ---------------------------- | ------------ | ----------------------------------------------------- | ------------------------------- | ----------- | ------------ |
| 1 | Тэгрынкеу (1887–1946)        |              | избран Чукотским окружным съездом Советов             | 1932 — 1934                     |             | беспартийный |
| 2 | Тевлянто (1905–1959)         |              | избран Чукотским окружным Советом трудящихся          | 1934 — 1946                     |             | КПСС         |
| 3 | Отке (1913–1955)             |              | избран Чукотским окружным Советом трудящихся          | 1946 — 1954                     |             | КПСС         |
| 4 | Иван Рультыгегин (1924–1962) |              | избран Чукотским окружным Советом депутатов           | 1954 — 1961                     |             | КПСС         |
| 5 | Анна Нутэтэгрынэ (1930–2020) |              | избрана Чукотским окружным Советом депутатов          | 1961 — 1970                     |             | КПСС         |
| 6 | Лина Тынель (1932–1999)      |              | избрана Чукотским окружным Советом народных депутатов | 1970 — 1980                     |             | КПСС         |
| 7 | Надежда Отке (1941–)         |              | избрана Чукотским окружным Советом народных депутатов | 1980 — 25 апреля 1990           |             | КПСС         |
| 8 | Александр Назаров (1951–)    |              | избран Чукотским окружным Советом народных депутатов  | 25 апреля 1990 — 11 ноября 1991 |             | КПСС         |

### Губернаторы
| № | Губернатор                 | Губернатор | Способ получения должности | Срок полномочий                                                                | Партийность | Партийность        |
| - | -------------------------- | ---------- | --- | ------------------------------------------------------------------------------ | ----------- | ------------------ |
| 1 | Александр Назаров (1951–)  |            | Назначен главой администрации Чукотского АО Указом Президента РСФСР 11 ноября 1991 года; Избран в 1996 году на прямых выборах, набрав 65,18 % голосов избирателей                                                  | 11 ноября 1991 — 17 января 2001                                                |             | «Наш дом — Россия» |
| 1 | Александр Назаров (1951–)  | «Единство» | Назначен главой администрации Чукотского АО Указом Президента РСФСР 11 ноября 1991 года; Избран в 1996 году на прямых выборах, набрав 65,18 % голосов избирателей                                                  | 11 ноября 1991 — 17 января 2001                                                |             |                    |
| 2 | Роман Абрамович (1966–)    |            | Избран в 2000 году на прямых выборах, набрав 90 % голосов избирателей; В 2005 году, назначен Думой Чукотского АО по представлению Президента РФ                                                                    | 17 января 2001 — 3 июля 2008                                                   |             | беспартийный       |
| 3 | Роман Копин (1974–)        |            | В 2008 году, назначен Думой Чукотского АО по представлению Президента РФ; Избран в 2013 году на прямых выборах, набрав 79,8 % голосов избирателей; Переизбран на второй срок в 2018 году, получив 57,83 % голосов. | 13 июля 2008 — 15 марта 2023 (врио 3—13 июля 2008, 23 июля — 24 сентября 2013) |             | «Единая Россия»    |
| 4 | Владислав Кузнецов (1969–) |            | Назначен врио губернатора Чукотского АО Указом Президента РФ 15 марта 2023 года № 165; Избран в 2023 году на прямых выборах, набрав 72,34 % голосов избирателей                                                    | 15 марта 2023 — наст. время                                                    |             | «Единая Россия»    |